# 히이로 유이
히이로 유이(ヒイロ・ユイ)는 신기동전기 건담 W의 주인공이다.

## 프로필
OZ를 상대하기 위해 어렸을 때부터 군사훈련을 받아 온 일본계 소년. 히이로 유이는 본명이 아니라 콜로니 간의 연대를 주장했던 30년 전의 정치 지도자인 《히이로 유이》의 이름을 코드 네임으로 따 온 것이며, 본명은 언급되지 않는다. 오퍼레이션 메테오의 일환으로 L1 콜로니에서 지구로 낙하했다. 말이 거의 없으며 냉철하며, 임무와 관련이 없는 일에는 전혀 관심을 갖지 않는다. 임무를 위해서라면 목숨을 아끼지 않는데 본편에선 자신과 함께 건담을 자폭 시키는 일도 불사한다. 참고로 1화에서 히이로가 리리나의 생일 초대장을 찢으며 말한 "너를 죽이겠다."라는 대사는 신기동전기 건담 W의 명대사로 꼽힌다.
탑승기체는 《XXXG-01W Wing Gundam (XXXG-01W 윙 건담)》과 《XXXG-00 Wing Zero (XXXG-00 윙 제로)》